# Erica amidae
Erica amidae är en ljungväxtart som beskrevs av Edward George Hudson Oliver. Erica amidae ingår i släktet klockljungssläktet, och familjen ljungväxter. Inga underarter finns listade i Catalogue of Life.